# Frank O. Briggs
Frank O. Briggs (Concord, 1851. augusztus 12. – Trenton, 1913. május 8.) az Amerikai Egyesült Államok szenátora (New Jersey, 1907–1913).